# هارالد براتباك
هارالد مارتن براتباك (بالنرويجية: Harald Martin Brattbakk)‏ (من مواليد 1 فبراير 1971 بمدينة تروندهايم، النرويج) هو لاعب كرة قدم نرويجي سابق في مركز الهجوم. لعب دورا مهماً مع نادي روسنبورغ النرويجي خلال تسعينات القرن الماضي وفي بداية الألفية. حيث فاز معهم بلقب الدوري ولقب الهداف كذلك.
في السابق، كان براتباك الهداف التاريخي لالدوري النرويجي الممتاز برصيد 166 هدفا من 255 مباراة، قبل أن يستطبع سيغورد روشفلت من كسر هدا الرقم في عام 2011.

## روابط خارجية
- هارالد براتباك على موقع IMDb (الإنجليزية)
- هارالد براتباك على موقع الاتحاد الأوربي (الإنجليزية)
- هارالد براتباك على موقع اتحاد النرويج (النرويجية)
- هارالد براتباك على موقع قاعدة بيانات كرة القدم.إي يو (الإنجليزية)
- هارالد براتباك على موقع ناشيونال فوتبول تيمز (الإنجليزية)